# Kosmos 398
Kosmos 398 (ros. Космос-398) – bezzałogowy lot kosmiczny w ramach programu Sojuz. Kosmos 398 był drugim testowym lotem radzieckiego lądownika księżycowego „Łunnyj korabl” na orbitę okołoziemską; ostatecznie żaden jego egzemplarz nie wylądował na Księżycu.
Testowa konfiguracja pojazdu nosiła oznaczenie T2K. Nogi lądownika zostały zastąpione przez urządzenia do przesyłania danych telemetrycznych na Ziemię. Program tej misji był identyczny jak poprzedniej, Kosmos 379. Statek wykonał na orbicie okołoziemskiej manewry symulujące lądowanie na powierzchni Księżyca i start z jego powierzchni. Statek spłonął wchodząc w atmosferę 10 grudnia 1995, po ponad 23 latach od startu.